# Nicolau Cristiano Abrahams
 Nicolau Cristiano Abrahams   (Dinamarca, 1798 — 1870) foi um arqueólogo dinamarquês que desenvolveu os seus trabalhos numa altura em que a arqueologia estava a desenvolver-se no seu país, é considerado o pioneiro sobre este assunto no seu pais. 